# ミシガン (旅客船)
ミシガン（Michigan）は、琵琶湖汽船が運航する琵琶湖大津港を拠点とする旅客船、レストラン船である。

## 概要
長年にわたり琵琶湖汽船のフラッグシップであった玻璃丸に代わり、1982年4月2日に就航した。かつてミシシッピ川で運行された外輪船をモチーフとしている。船名は滋賀県の姉妹県州のアメリカのミシガン州に由来する。日本最大の外輪船で国内での現役の外輪船としては最も長く運航されている。
東京ディズニーランドの蒸気船マークトウェイン号と共に世界的にも数少ない外輪船である。

## 船内設備
デッキは4層で、エレベーター、多目的トイレ（1F）が設置されており、バリアフリー対応となっている。各デッキにレストラン、カフェ、売店が設けられている。ミシガンダイニング、ミシガンホールは事前予約が必要。
- 1F
  - ミシガンダイニング - モーニング・アフタヌーンティー
- 2F
  - ミシガンホール - ビュッフェ料理レストラン
  - ミシガンカフェ
- 3F
  - ロイヤルルーム（貴賓室） - 貸切が可能、定員28名
  - ステージ
  - ミシガンバー
- 4F（露天甲板）
  - ミシガンスカイデッキ
  - 操舵室

## 航路
大津港を拠点ににおの浜観光港、柳が崎湖畔公園港へ寄港して琵琶湖南湖を周遊する航路で、通常は以下のプランが用意されている。運休便についても団体予約があれば、運航される場合がある。
- ミシガン90 - 1日2便(11:00発、13:00発)※冬季は土日祝のみ運航(平日は南湖遊覧ボート)
- ミシガン60 - 1日2便(9:40発、15:00発)※9:40発…冬季運休(12/30~1/3を除く)、15:00発…冬季は土日祝日のみ運
- ミシガンナイト - 1日1便(18:30発)※ゴールデンウィーク・夏休み期間の土日祝のみ運航、冬季運休
- 南湖遊覧ボート - 1日2便(11:00発、14:00発)※冬季平日のみ運航(土日祝はミシガンクルーズ)

## その他
- 毎年3月第2土曜日に大津港一帯で開催される「びわ湖開き」では、連続テレビ小説などNHK大阪放送局制作のテレビドラマに出演する俳優(女優)が本船の「1日船長」を務め、湖国の春の扉を開くとされる巨大な「黄金の鍵」を本船上より投下、また本船を筆頭に船舶による「湖上パレード」が実施される。
- テレビドラマ『西部警察』の地方ロケ「琵琶湖の対決 ! 爆発5秒前 - 大阪・大津篇 -」（1984年5月6日放送）に登場しており、本船上での披露宴中に犯人にシージャックされるストーリーとなっている。
- びわこ競艇場では際どいスタートやゴールの入線直後に鳴るチャイムに本船のものを使用しており、「ミシガンチャイム」の通称で親しまれている。